# Боровая Криуша (посёлок)
Боровая Криуша — упразднённый посёлок в Калининском районе Саратовской области России. Входил в состав Сергиевского муниципального образования. В 2003 году включён в состав села Сергиевка и исключен из учётных данных.

## География
Находится в центрально-южной части Саратовского Правобережья, в пределах Окско-Донской равнины, в степной зоне, на левом берегу реки Боровая Криуша, на расстоянии примерно 0,5 километра (по прямой) к северо-западу от села Сергиевка.
Климат
Климат характеризуется как умеренно континентальный с холодной малоснежной зимой и сухим жарким летом. Среднегодовая температура воздуха — 4,1 — 4,5 °C. Средняя многолетняя температура самого холодного месяца (января) составляет −12,6 — −12,1 °C (абсолютный минимум — −41 °С), температура самого тёплого (июля) — 20,8 — 21,4 °C (абсолютный максимум — 40 °С). Среднегодовое количество атмосферных осадков — 375—450 мм, из которых более половины (200—260 мм) выпадает в период с апреля по октябрь. Снежный покров держится в среднем 142 дня в году.

## Население
Согласно результатам переписи 2002 года, в национальной структуре населения русские составляли 87 % из 10 чел.